# Malika Akkaoui
Malika Akkaoui (sinh ngày 25 tháng 12 năm 1987, tại Zaida ) là một vận động viên chạy đường giữa ở Ma-rốc. Tại Thế vận hội Mùa hè 2012, cô đã thi đấu ở nội dung 800 mét nữ. Tại Thế vận hội 2016, cô đã thi đấu ở cự ly 800 và 1500 m.
Cô đã hoàn thành thứ 10 trong 1500m tại Giải vô địch điền kinh thế giới 2017.

## Giải đấu quốc tế
| Năm                | Giải đấu                   | Địa điểm                     | Thứ hạng           | Nội dung           | Chú thích          |
| Representing Maroc | Representing Maroc         | Representing Maroc           | Representing Maroc | Representing Maroc | Representing Maroc |
| ------------------ | -------------------------- | ---------------------------- | ------------------ | ------------------ | ------------------ |
| 2004               | Arab Youth Championships   | Rabat, Morocco               | 2nd                | 800 m              | 2:10.31            |
| 2006               | World Junior Championships | Beijing, China               | 31st (h)           | 800 m              | 2:10.20            |
| 2010               | African Championships      | Nairobi, Kenya               | 3rd                | 800 m              | 2:01.01            |
| 2011               | World Championships        | Daegu, South Korea           | 30th (h)           | 1500 m             | 4:14.79            |
| 2011               | Arab Championships         | Al Ain, United Arab Emirates | 2nd                | 800 m              | 2:05.15            |
| 2011               | Arab Championships         | Al Ain, United Arab Emirates | 1st                | 4 × 400 m relay    | 3:40.58            |
| 2011               | Pan Arab Games             | Doha, Qatar                  | 1st                | 400 m              | 53.94              |
| 2011               | Pan Arab Games             | Doha, Qatar                  | 1st                | 800 m              | 2:02.42            |
| 2011               | Pan Arab Games             | Doha, Qatar                  | 1st                | 4 × 400 m relay    | 3:38.64            |
| 2012               | World Indoor Championships | Istanbul, Turkey             | 14th (h)           | 1500 m             | 2:04.20            |
| 2012               | African Championships      | Porto Novo, Benin            | 3rd                | 800 m              | 1:59.90            |
| 2012               | Olympic Games              | London, United Kingdom       | 12th (sf)          | 800 m              | 2:00.32            |
| 2013               | Mediterranean Games        | Mersin, Turkey               | 1st                | 800 m              | 2:00.72            |
| 2013               | Mediterranean Games        | Mersin, Turkey               | –                  | 4 × 400 m          | DQ                 |
| 2013               | World Championships        | Moscow, Russia               | 16th (sf)          | 800 m              | 2:02.29            |
| 2013               | Jeux de la Francophonie    | Nice, France                 | 2nd                | 800 m              | 2:02.61            |
| 2013               | Jeux de la Francophonie    | Nice, France                 | 4th                | 4 × 400 m relay    | 3:37.48            |
| 2013               | Islamic Solidarity Games   | Palembang, Indonesia         | 1st                | 400 m              | 53.19              |
| 2013               | Islamic Solidarity Games   | Palembang, Indonesia         | 1st                | 800 m              | 2:06.97            |
| 2013               | Islamic Solidarity Games   | Palembang, Indonesia         | 1st                | 4 × 400 m relay    | 3:38.56            |
| 2014               | World Indoor Championships | Sopot, Poland                | 16th (h)           | 1500 m             | 2:06.04            |
| 2014               | African Championships      | Marrakech, Morocco           | 6th                | 800 m              | 2:02.63            |
| 2015               | Arab Championships         | Isa Town, Bahrain            | 1st                | 800 m              | 2:05:77            |
| 2015               | World Championships        | Beijing, China               | 12th (sf)          | 800 m              | 1:59.03            |
| 2015               | World Championships        | Beijing, China               | 12th               | 1500 m             | 4:16.98            |
| 2016               | World Indoor Championships | Portland, United States      | 10th (h)           | 800 m              | 2:04.00            |
| 2016               | African Championships      | Durban, South Africa         | 2nd                | 800 m              | 2:00.24            |
| 2016               | Olympic Games              | Rio de Janeiro, Brazil       | 27th (h)           | 800 m              | 2:00.52            |
| 2016               | Olympic Games              | Rio de Janeiro, Brazil       | 19th (sf)          | 1500 m             | 4:08.55            |
| 2017               | Islamic Solidarity Games   | Baku, Azerbaijan             | 1st                | 800 m              | 2:01.04            |
| 2017               | Islamic Solidarity Games   | Baku, Azerbaijan             | –                  | 4 × 100 m relay    | DQ                 |
| 2017               | Jeux de la Francophonie    | Abidjan, Ivory Coast         | 1st                | 800 m              | 2:00.71            |
| 2017               | Jeux de la Francophonie    | Abidjan, Ivory Coast         | 2nd                | 1500 m             | 4:17.36            |
| 2017               | World Championships        | London, United Kingdom       | 10th               | 1500 m             | 4:05.87            |
| 2018               | World Indoor Championship  | Birmingham, United Kingdom   | 22nd (h)           | 1500 m             | 4:15.09            |
| 2018               | Mediterranean Games        | Tarragona, Spain             | 2nd                | 800 m              | 2:01.50            |
| 2018               | Mediterranean Games        | Tarragona, Spain             | 2nd                | 1500 m             | 4:13.31            |
| 2018               | Mediterranean Games        | Tarragona, Spain             | 4th                | 4 × 400 m relay    | 3:33.91            |
| 2018               | African Championships      | Asaba, Nigeria               | 6th                | 800 m              | 2:00.01            |
| 2018               | African Championships      | Asaba, Nigeria               | 3rd                | 1500 m             | 4:14.17            |
| 2019               | Arab Championships         | Cairo, Egypt                 | 1st                | 1500 m             | 4:29.10            |
| 2019               | Arab Championships         | Cairo, Egypt                 | 2nd                | 4 × 400 m relay    | 3:49.85            |